# 钝吻蓝子鱼
钝吻蓝子鱼（学名：Siganus rostratus）为蓝子鱼科蓝子鱼属的鱼类，俗名花臭都鱼。分布于红海、印度洋非洲东岸到太平洋中部社会群岛、北至日本南部以及西沙群岛、南沙群岛、台湾等海域等，属于暖水性近岸鱼类。其一般栖息于岩礁或珊瑚丛中。

## 扩展阅读
維基物種上的相關：钝吻蓝子鱼